# ファッブリコ
ファッブリコ（伊: Fabbrico）は、イタリア共和国エミリア＝ロマーニャ州レッジョ・エミリア県にある、人口約6,700人の基礎自治体（コムーネ）。

## 地理

### 位置・広がり

#### 隣接コムーネ
隣接するコムーネは以下の通り。括弧内のMOはモデナ県所属を示す。
- カンパニョーラ・エミーリア
- カルピ (MO)
- レッジョーロ
- リーオ・サリチェート
- ローロ

### 気候分類・地震分類
ファッブリコにおけるイタリアの気候分類 (it) および度日は、zona E, 2438 GGである。
また、イタリアの地震リスク階級 (it) では、zona 3 (sismicità bassa) に分類される。

## 行政

### 分離集落
ファッブリコには、以下の分離集落（フラツィオーネ）がある。
- Ponte Bisciolino, Rifugio, Quattro Formagge, Righetta, San Genesio